# Cattedrale di Nicosia
La cattedrale di San Nicolò è il principale luogo di culto del comune di Nicosia, in Sicilia, e sede della diocesi di Nicosia. 

## Storia

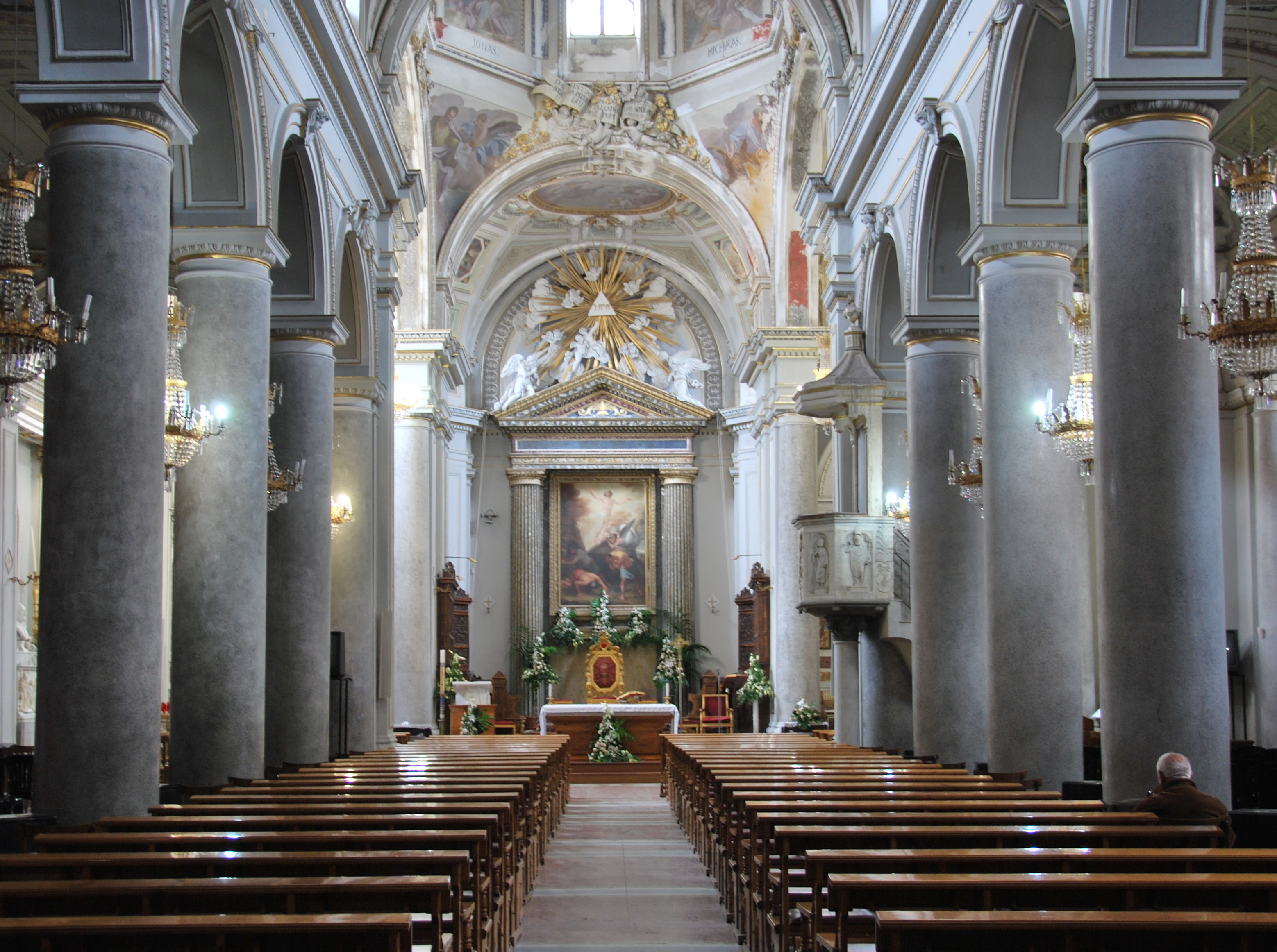
Interno.

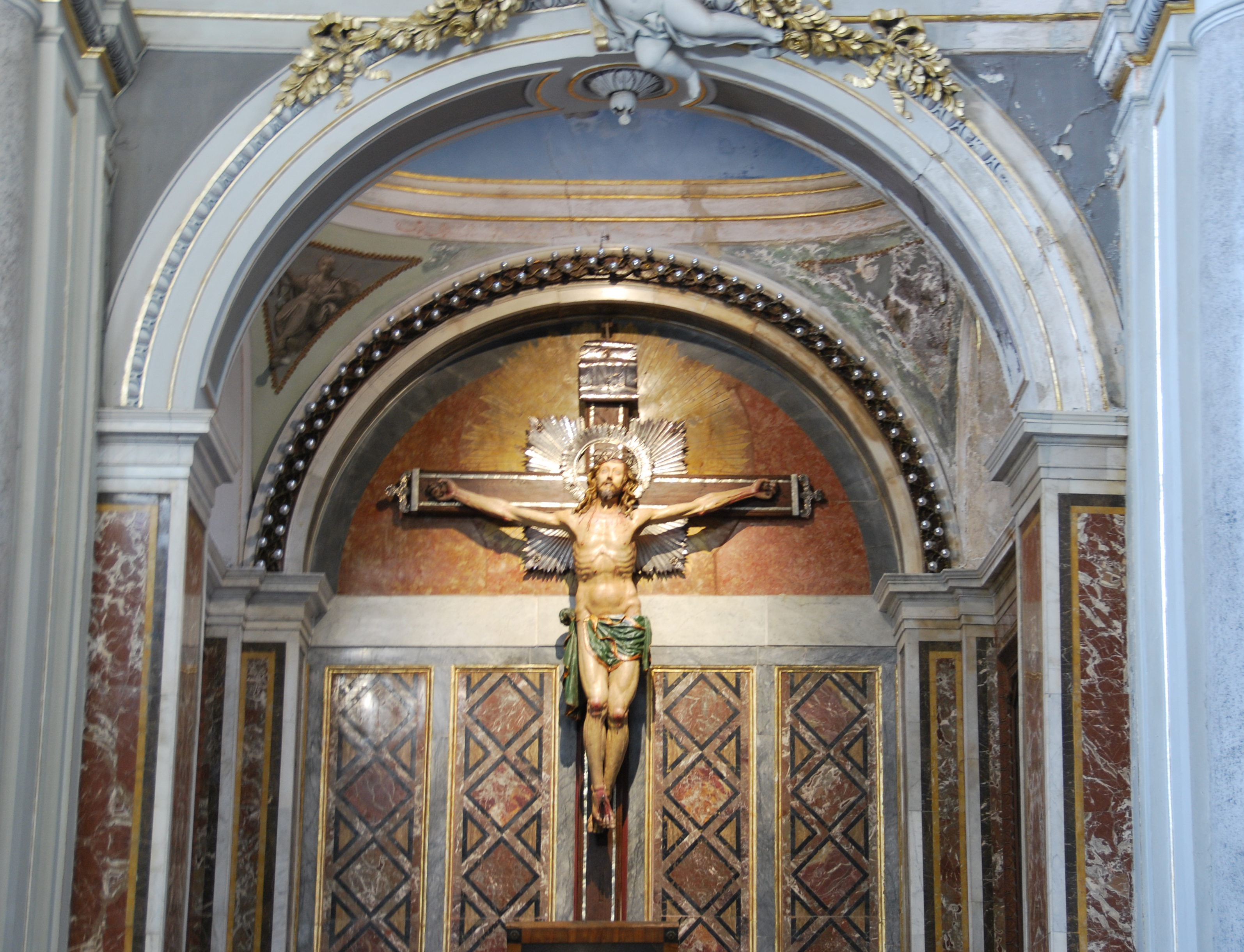
Crocifisso.

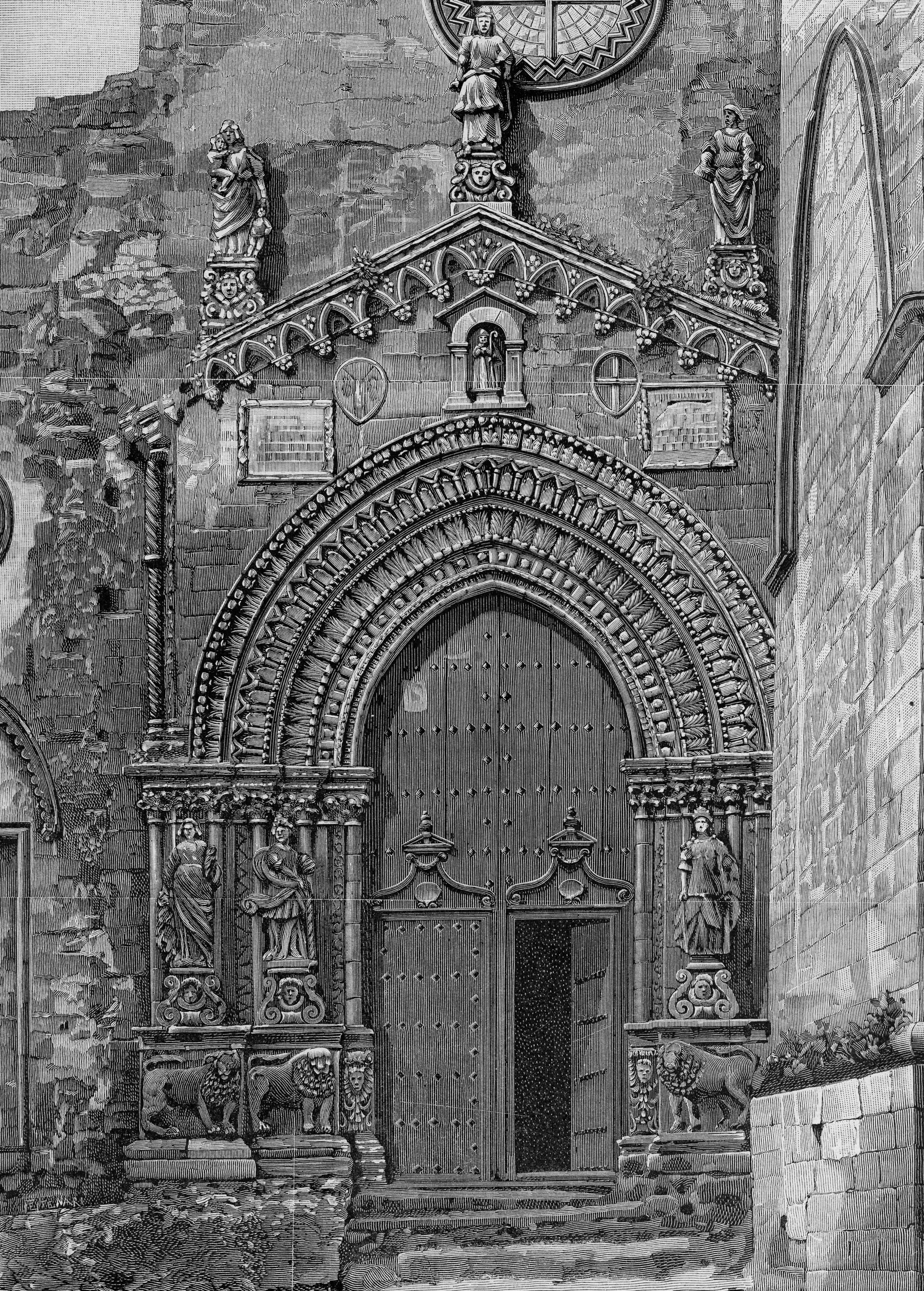
Porta principale del Duomo in una xilografia di fine Ottocento.

### Epoca bizantino - araba
Primitivo tempio:

Chiesa di San Nicolò il Petit, detta anche chiesa di San Nicolò il Piccolo o del Castello.

### Epoca aragonese
La cattedrale di Nicosia, dedicata a San Nicola di Bari, è stata eretta nel XII secolo, sotto il regno di Federico II d'Aragona, in epoca prossima al 1302, e sin dalle origini ha avuto la prerogativa di chiesa madre della città e di basilica regnante Pietro II d'Aragona. La chiesa è divenuta funzionale, anche se non ultimata, nel 1340, come si desume dall'epigrafe posta sull'architrave della cosiddetta Porta del Monte, a sinistra del portale principale. Nel 1388 è stata ufficialmente riconosciuta come parrocchia dall'arcivescovo di Messina, alla cui arcidiocesi Nicosia apparteneva.

### Epoca spagnola
Con bolla del 15 giugno 1521 fu eretta a collegiata da Papa Leone X.
Nel 1757 con il verificarsi della frana la collegiata di Santa Maria Maggiore fu accorpata alla collegiata di San Nicolò.

### Epoca borbonica
La diocesi di Troina che in epoca normanna aveva giurisdizione su gran parte della Sicilia centro - settentrionale accorpando i territori maggiormente esposti alle incursioni saracene, era transitata nella ripristinata ed estesa diocesi di Messina. L'accresciuta popolazione indusse il sovrano Ferdinando I delle Due Sicilie a concordare con Papa Pio VII la definizione di una nuova entità diocesana. La città di Nicosia la spuntò sulla riproposizione della candidatura di Troina, a garantire la correttezza della valutazione contribuì la supervisione di Raffaele Mormile arcivescovo di Palermo. Contestualmente la città si divise sulla designazione della sede a cattedra: due opposte e secolari fazioni avanzavano la candidatura delle chiese dei rispettivi quartieri i mariani e i nicoleti, sostenitori rispettivamente della chiesa di Santa Maria Maggiore e della chiesa di San Nicolò. A derimere la questione furono chiamati due grandi architetti Domenico Marabitti e Michele Billone, in seguito anche Alessandro Emanuele Marvuglia, titolati accademici già invitati ad esprimere pareri tecnici e artistici sulla ristrutturazione della cattedrale di Palermo.
Nel 1748, con bolla pontificia di Papa Benedetto XIV, San Nicola di Bari fu dichiarato unico e principale patrono della città.
Il 17 marzo 1817, con bolla pontificia di Papa Pio VII è stata eretta a cattedrale. 
La nuova istituzione fu dotata di episcopio, seminario clericale, cancelleria vescovile e potestà canonica sui territori di Alimena, Capizzi, Bronte, Cerami, Cesarò, Maletto, Gagliano Castelferrato, Gangi, San Mauro Castelverde, Castelbuono, Petralia Soprana, Petralia Sottana, Resuttana, Geraci Siculo, Sperlinga, San Todaro, Troina, Villadoro, coi casali Marianopoli e Bompietro.
La solenne consacrazione avvenne il 15 giugno 1856 presieduta da monsignore Camillo Milana.

### Epoca contemporanea
La cattedrale è stata dichiarata monumento nazionale il 21 novembre 1940.

Sede insignita del titolo di basilica minore il 19 giugno 1967.

## Architettura
Presenta un imponente portale maggiore, per la sua bellezza definito "Porta del Paradiso", di stile gotico-normanno, adornato da una ricca ornamentazione di motivi romanici in cui predominano le foglie d'acanto. Il portale presentava in origine quattro statue alla base raffiguranti le virtù cardinali (Prudenza, Fortezza, Giustizia e Temperanza), e altre tre sopra il timpano che raffiguravano invece le virtù teologali (Fede, Speranza e Carità). L'elegante portico rivolto a nord, verso la Piazza Garibaldi, coperto da un tetto spiovente, è invece opera degli scultori Gabriele di Battista e Andrea Mancino, che lo realizzarono nel 1489 - 1490.

### Interno

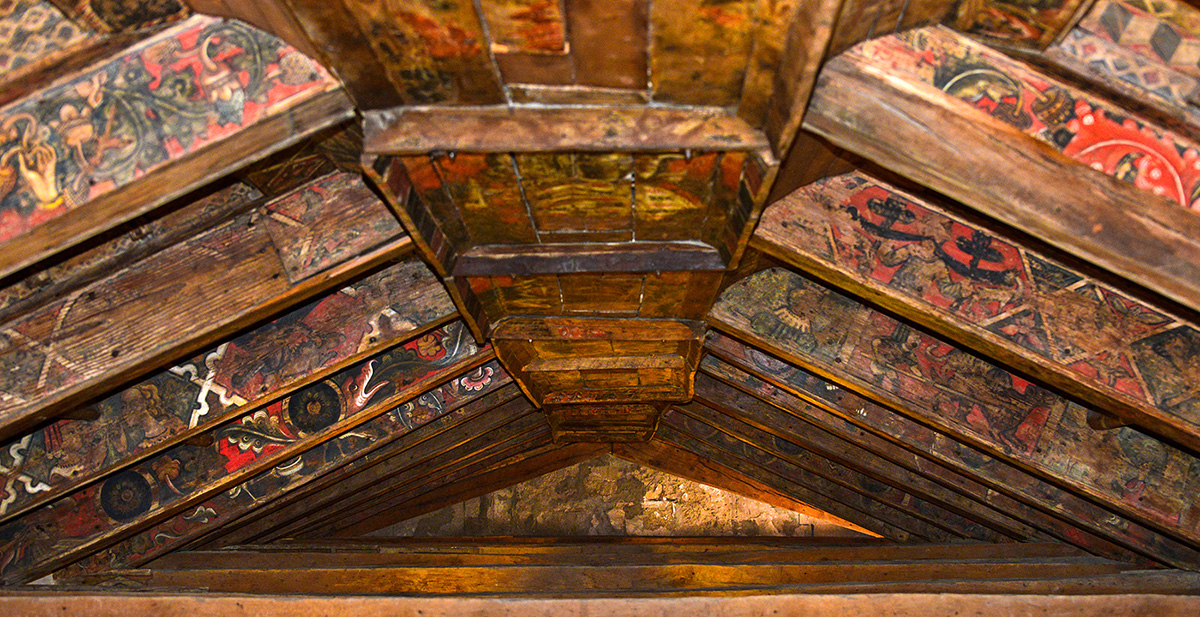
Tetto ligneo della Cattedrale di Nicosia con dipinti gli stemmi delle famiglie gentilizie tra cui i Marchisio, i Sabia e i Ventimiglia

Al di sopra dell'attuale volta a botte, affrescata con episodi tratti dall'Antico e Nuovo Testamento dai fratelli Antonio Manno e Vincenzo Manno di Palermo nel 1810 con la tecnica dei cartoni e bozzetti preesistenti, il tetto ligneo dipinto è una vera rarità dell'arte pittorica siciliana del '400, «uno straordinario, unico monumento», lo aveva definito Federico Zeri, considerando l'apparato ornamentale nel suo insieme. Il tetto a capriate pregevolmente dipinte con vari motivi, dal sacro allo zoomorfico, dal figurativo al geometrico e araldico con gli stemmi delle nobili famiglie di Nicosia: i Ventimiglia, i De Marchisio e i marchesi Sabia. Attualmente è visitabile solo in occasione delle festività della città.

### Navata destra
- Prima campata: Cappella del Redentore. Nell'ambiente è collocato il trittico marmoreo del Redentore, raffigurante Cristo Giudice fra Maria Vergine e San Giovanni Battista, opera commissionata dalla "Confraternita di Santa Maria della Misericordia" per la chiesa omonima ad Antonello Gagini.[14]
- Seconda campata: Cappella di San Placido. Sull'altare il dipinto raffigurante il Martirio di San Placido, opera di Giuseppe Patania del XIX secolo.

### Navata sinistra

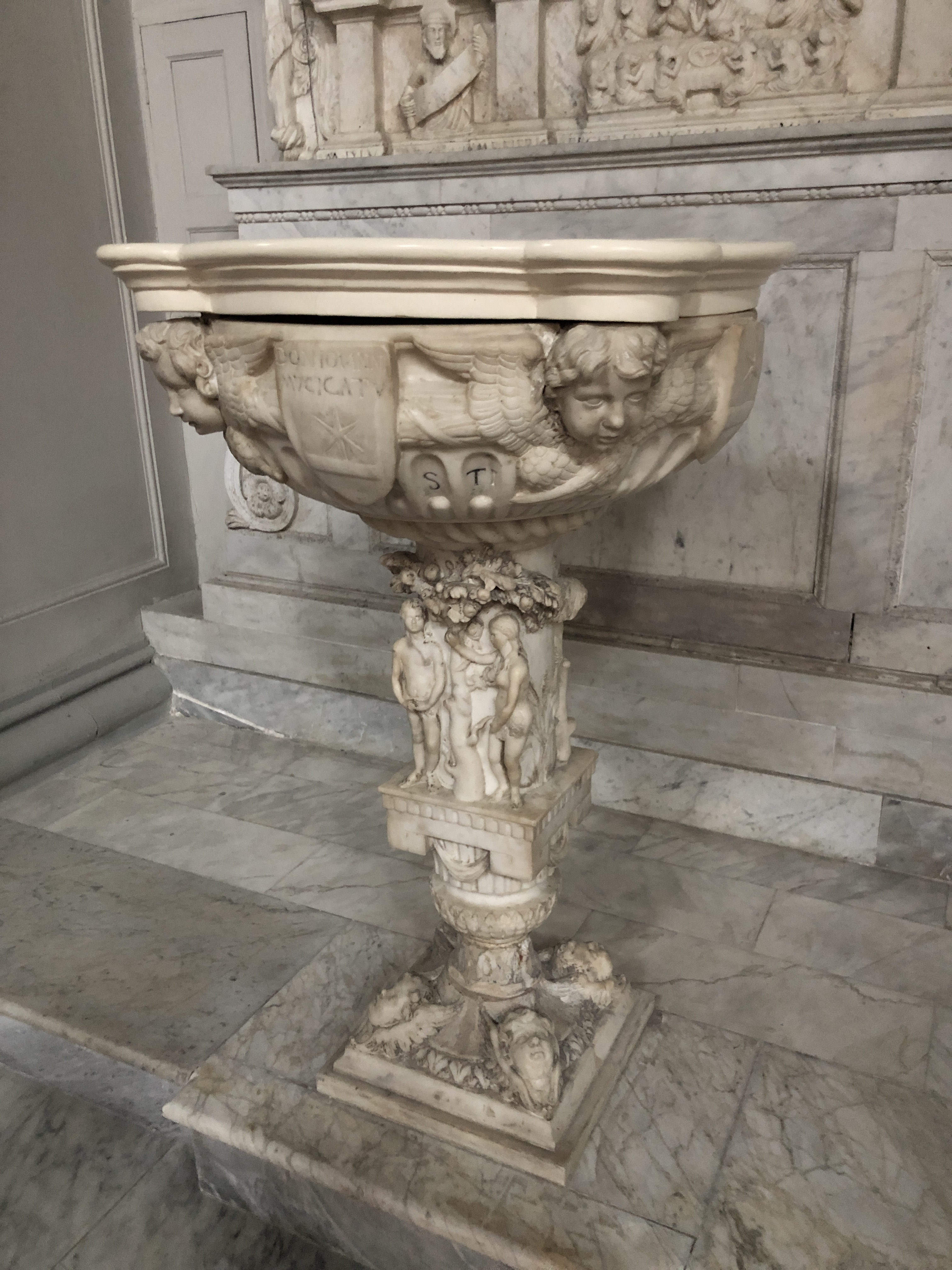
Fonte battesimale di Antonello Gagini

- Fonte battesimale di Antonello GaginiPrima campata: Fonte battesimale.[15][13] Scultura in marmo opera di Antonello Gagini recante la raffigurazione del Peccato Originale di Adamo ed Eva nell'Eden. 1497 - 1499, Ciborio attribuito ai mastri marmorari Andrea Mancino e Antonio Vanella, decorato da rilievi con scene della Passione di Cristo, figure di profeti, angeli, San Pietro Apostolo, San Paolo Apostolo e l'Annunciazione.[16]

### Transetto
- Absidiola destra: Cappella del Santissimo Crocifisso. La cattedrale custodisce il "Padre della Provvidenza",[13] un pregevole crocifisso ligneo raffigurante il Cristo spirante, inizialmente attribuito a Fra' Umile da Petralia, ma di recente attribuito allo scultore palermitano Gaspare De Miceli. Venerata icona portata in processione durante i riti devozionali e penitenziali del Venerdì Santo.

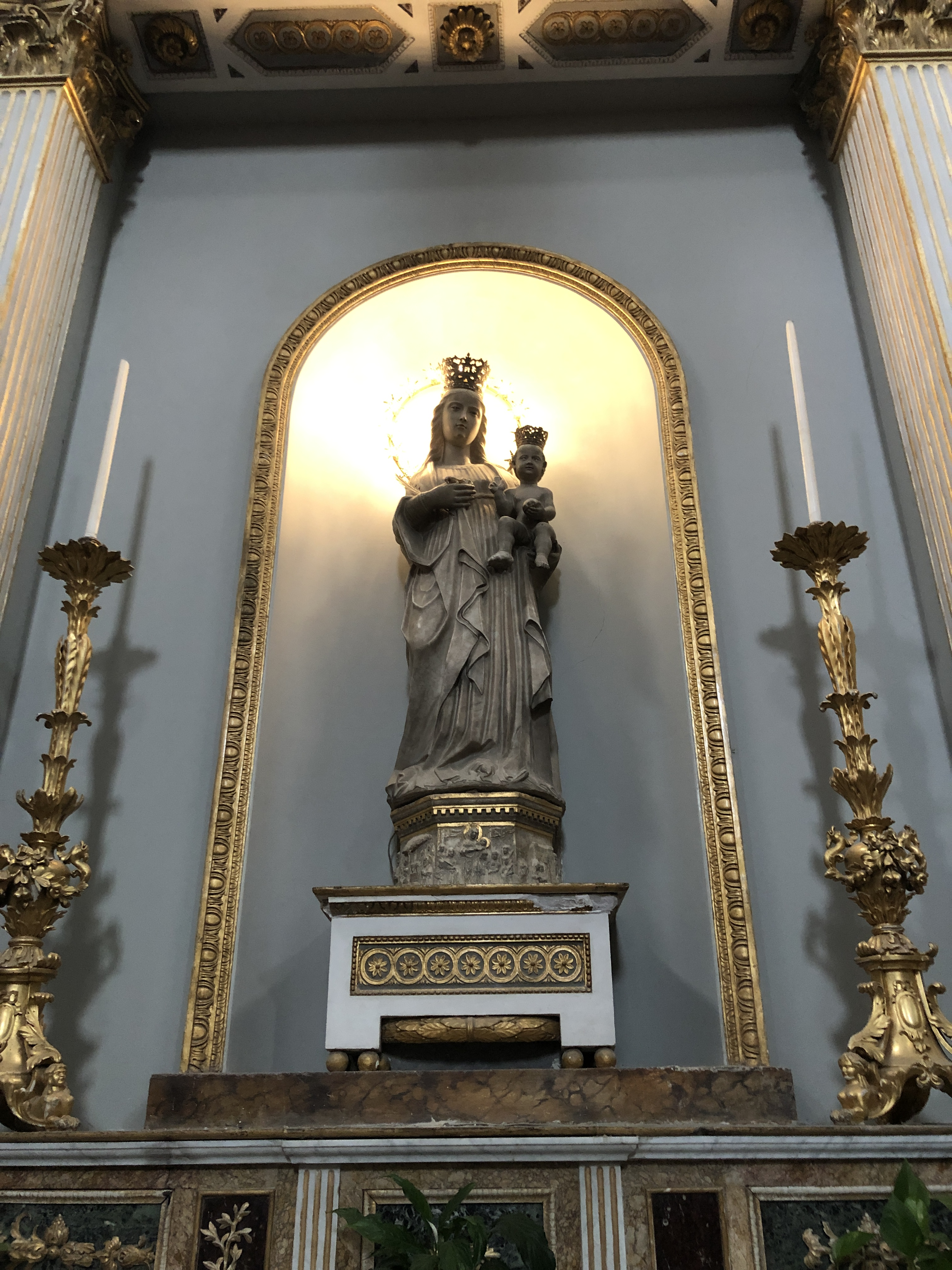
Madonna della Vittoria di Domenico Gagini

- - Braccio destro: Di scuola gaginesca la statua in marmo raffigurante la Madonna della Vittoria, opera scolpita dopo il 1571 per celebrare la vittoria di Lepanto.

- Absidiola sinistra: Cappella del Santissimo Sacramento.[13] L'ambiente è caratterizzato da una custodia, manufatto marmoreo realizzato da Andrea Mancino e Antonio Vanella.[17]
  - Braccio sinistro: Cappella di San Nicola. Sull'altare è collocata la statua raffigurante San Nicola di Bari, opera del gangitano Filippo Quattrocchi.

### Altare maggiore
Collocato sulla sopraelevazione il quadro della Resurrezione di Nostro Signore, opera di Giuseppe Velasco. Dello stesso autore il dipinto raffigurante l'Adultera.
Sono presenti due organi, il più grande è opera di Raffaello la Valle e Carlo Bonaiuto.
Pregevoli sono le sculture secentesche realizzate dagli artisti nicosiani Li Volsi: Stefano scolpì la statua di San Nicola e in collaborazione con il padre e maestro Giovambattista, fu realizzato il coro in legno di noce costituito da trenta stalli, finemente intagliato con raffigurazioni dell'Ingresso messianico di Gesù a Gerusalemme, Martirio di San Bartolomeo, Assunzione in Cielo della Vergine raffigurata con la città di Nicosia ai piedi, San Nicola di Bari ritratto mentre soccorre tre povere fanciulle, Re David e l'arpa.

### Opere
Madonna delle Grazie raffigurata con Santa Rosalia e San Giovanni Battista è il soggetto della tela dipinta da Pietro Novelli;
Assunta, scultura di Filippo Quattrocchi; 
Sacra Famiglia e Immacolata Concezione, dipinti opere di Filippo Randazzo; 
Risurrezione e Rosario, dipinti opere di Antonio Filingelli.
Pergamo o pulpito marmoreo ottagonale, opera di Giandomenico Gagini del 1556, manufatto sorretto da un fusto con capitello corinzio recanti le figure in rilievo le raffigurazioni della Cristo risorto, San Pietro Apostolo, San Paolo Apostolo, San Nicola di Bari, San Giovanni Battista, lo stemma della città di Nicosia, attribuzione.
- 1753, Mausoleo di Alessandro Testa, opera di Ignazio Marabitti.
- 1841, Sarcofago dell'arciprete Avarna.
- 1902, Monumento del vescovo Bernardo Cozzucli, opera di Gaetano Geraci.
- Statue di San Bartolomeo e San Giovanni di Giovambattista Li Volsi.

Nell'Aula Capitolare:
statua di San Nicolò, opera del gangitano Filippo Quattrocchi;
quadro raffigurante Sant'Eligio, opera di Johannes De Matta del 1535;
Martirio di San Bartolomeo Apostolo di Jusepe de Ribera detto lo Spagnoletto;
i dipinti Madonna col Bambino, San Giovanni e Santa Rosalia opere di Pietro Novelli, detto il Monrealese,
Martirio di San Sebastiano dipinto opera di Salvator Rosa.

## Cappella di San Crispino
Ambiente sede della primitiva Confraternita dei Calzolai.